# Tornei di tennis maschili nel 1885
Prima della nascita della cosiddetta "Era Open" del tennis, ossia l'apertura ai tennisti professionisti degli eventi più importanti, tutti i tornei erano riservati ad atleti dilettanti. Nel 1885 tutti i tornei erano amatoriali, tra questi c'erano i tornei del Grande Slam: il Torneo di Wimbledon, e gli U.S. National Championships.

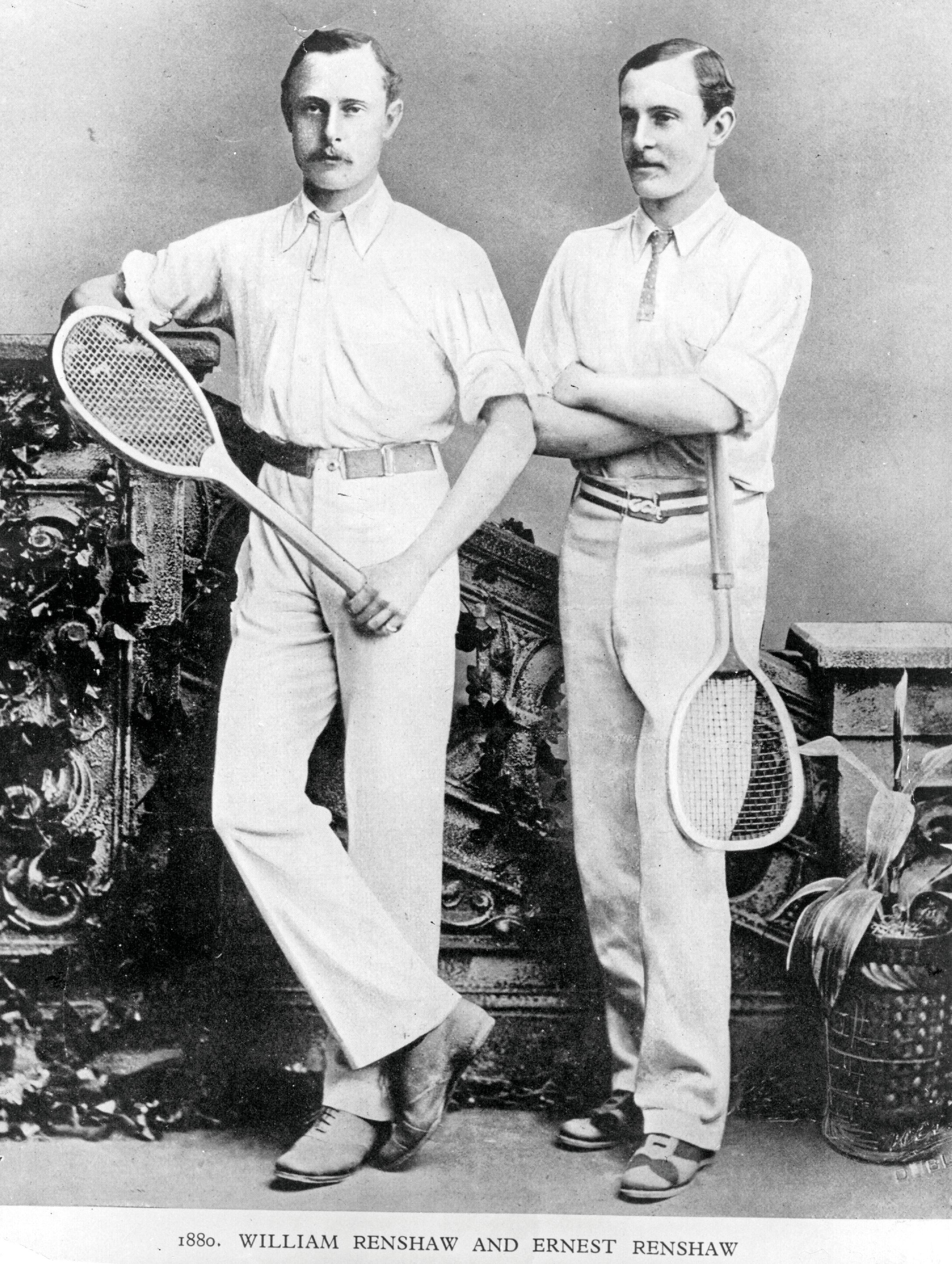
Immagine dei fratelli Renshaw

Nel 1885 venne disputata la nona edizione del Torneo di Wimbledon questo vide la quinta vittoria di William Renshaw vincitore nel challenge round sul britannico Herbert Lawford per 7–5, 6–2, 4–6, 7–5 nella riedizione della sfida decisa dell'anno precedente; quest'ultimo si era imposto nella finale del torneo preliminare sul britannico Ernest Renshaw per 5–7, 6–1, 0–6, 6–2, 6–4. William Renshaw nel corso della sua carriera avrebbe vinto in totale 7 edizioni del Torneo di Wimbledon stabilendo un record che detiene insieme a Pete Sampras e Roger Federer. Nella seconda edizione del doppio maschile si sono imposti William ed Ernest Renshaw che hanno battuto in finale Claude Farrer ed Arthur John Stanley per 6-3, 6-3, 10-8.
Nel 1885 venne disputata anche la sesta edizione dell'Irish Championships dove s'impose il britannico Herbert Lawford che sconfisse in finale Ernest Renshaw per 4-6 6-2 3-6 6-3 6-4. Nello U.S. National Championships, (oggi conosciuto come US Open) tenutosi sui campi in erba del Newport Casino di Newport negli Stati Uniti nel singolare maschile s'impose ancora lo statunitense Richard Sears, che sconfisse nel challenge round il connazionale Godfrey M. Brinley in 4 set col punteggio di 6-3 4-6 6-0 6-3. Oltre al torneo di singolare maschile si disputò anche il torneo di doppio dove s'imposero lo stesso Sears e Joseph Clark che in finale hanno battuto Henry Slocum e Percy Knapp 6-3, 6-0, 6-2.
In Australia viene disputato per la prima volta il New South Wales Championships tenutosi nell'Association Cricket Ground del Moore Park di Sydney. Nel singolare maschile il titolo venne vinto dal britannico William John Bush Salmon che in finale ha battuto l'australiano Walter John Carre Riddell col punteggio di 1–6, 6–8, 6–3, 6–2, 6–3.
In Inghilterra, a Londra, viene inaugurato il British Covered Court Championships, uno dei primi tornei della storia ad essere disputato su campi indoor, in quell'occasione a vincere il singolare maschile fu Herbert Lawford che in finale sconfisse Charles Hoadley Ashe Ross per 7–5, 6–3, 6–0.

## Calendario
| Circuito nordamericano |
| Tornei del Grande Slam |

### Gennaio
Nessun evento

### Febbraio
Nessun evento

### Marzo
Nessun evento

### Aprile
| Settimana | Torneo                                                                            | Vincitore                   | Finalista                 | Semifinalisti | Eliminati ai quarti |
| --------- | --------------------------------------------------------------------------------- | --------------------------- | ------------------------- | ------------- | ------------------- |
| 2 aprile  | British Covered Court Championships 1885 Londra, Gran Bretagna Singolare - Doppio | Herbert Lawford 7-5 6-3 6-0 | Charles Hoadley Ashe Ross |               |                     |
| 2 aprile  | British Covered Court Championships 1885 Londra, Gran Bretagna Singolare - Doppio |                             |                           |               |                     |

### Maggio
| Settimana | Torneo                                                                    | Vincitore                                        | Finalista                 | Semifinalisti | Eliminati ai quarti |
| --------- | ------------------------------------------------------------------------- | ------------------------------------------------ | ------------------------- | ------------- | ------------------- |
| Maggio    | Irish Championships 1885 Dublino, Irlanda Singolare - Doppio              | Herbert Lawford 4-6 6-2 3-6 6-3 6-4              | Ernest Renshaw            |               |                     |
| Maggio    | Irish Championships 1885 Dublino, Irlanda Singolare - Doppio              |                                                  |                           |               |                     |
| Maggio    | West of England Championships 1885 Bath, Gran Bretagna Singolare - Doppio | Ernest de Sylly Hamilton Browne 6-3 6-1 6-4      | James Dwight              |               |                     |
| Maggio    | West of England Championships 1885 Bath, Gran Bretagna Singolare - Doppio |                                                  |                           |               |                     |
| 7 maggio  | New South Wales Championships 1885 Sydney, Australia Singolare - Doppio   | William John Bush-Salmon 1-6, 6-8, 6-3, 6-2, 6-3 | Walter John Carre Riddell | R. Allen      | Rolin Dudley Webb   |
| 7 maggio  | New South Wales Championships 1885 Sydney, Australia Singolare - Doppio   |                                                  |                           | R. Allen      | Rolin Dudley Webb   |

### Giugno
| Settimana | Torneo                                                                           | Vincitore                                   | Finalista                 | Semifinalisti | Eliminati ai quarti |
| --------- | -------------------------------------------------------------------------------- | ------------------------------------------- | ------------------------- | ------------- | ------------------- |
| Giugno    | Northern Championships 1885 Manchester, Gran Bretagna Singolare - Doppio         | James Dwight 6-2 6-4 6-4                    | Donald Charles Stewart    |               |                     |
| Giugno    | Northern Championships 1885 Manchester, Gran Bretagna Singolare - Doppio         |                                             |                           |               |                     |
| Giugno    | London Athletic Club Championships 1885 Londra, Gran Bretagna Singolare - Doppio | Charles Ross 3-6 8-6 1-6 6-2 6-3            | Ernest Lewis              |               |                     |
| Giugno    | London Athletic Club Championships 1885 Londra, Gran Bretagna Singolare - Doppio |                                             |                           |               |                     |
| Giugno    | Torneo di Cheltenham 1885 Cheltenham, Gran Bretagna Singolare - Doppio           | Ernest de Sylly Hamilton Browne 6-4 6-3 6-2 | Charles Hoadley Ashe Ross |               |                     |
| Giugno    | Torneo di Cheltenham 1885 Cheltenham, Gran Bretagna Singolare - Doppio           |                                             |                           |               |                     |
| 12 giugno | Middle States Championships 1885 Hoboken, USA Singolare - Doppio                 | Richard Sears 6-4 6-1 6-3                   | Howard Augustus Taylor    |               |                     |
| 12 giugno | Middle States Championships 1885 Hoboken, USA Singolare - Doppio                 |                                             |                           |               |                     |

### Luglio
| Settimana | Torneo                                                                                  | Vincitore                                   | Finalista                         | Semifinalisti | Eliminati ai quarti |
| --------- | --------------------------------------------------------------------------------------- | ------------------------------------------- | --------------------------------- | ------------- | ------------------- |
| 13 luglio | Torneo di Wimbledon 1885 Londra, Gran Bretagna Singolare - Doppio                       | William Renshaw 7-5 6-2 4-6 7-5             | Herbert Lawford                   |               |                     |
| 13 luglio | Torneo di Wimbledon 1885 Londra, Gran Bretagna Singolare - Doppio                       | William Renshaw Ernest Renshaw 6-3 6-3 10-8 | Claude Farrer Arthur John Stanley |               |                     |
| 25 luglio | Northumberland Championships 1885 Newcastle upon Tyne, Gran Bretagna Singolare - Doppio | Hamilton A. Emmons 8-6 4-6 6-3 7-9 6-2      | Percival Clennell Fenwick         |               |                     |
| 25 luglio | Northumberland Championships 1885 Newcastle upon Tyne, Gran Bretagna Singolare - Doppio |                                             |                                   |               |                     |

### Agosto
| Settimana | Torneo                                                                  | Vincitore                              | Finalista                | Semifinalisti | Eliminati ai quarti |
| --------- | ----------------------------------------------------------------------- | -------------------------------------- | ------------------------ | ------------- | ------------------- |
| 1º agosto | Scottish Championships 1885 Edimburgo, Gran Bretagna Singolare - Doppio | Patrick Bowes-Lyon 6-3 6-2 6-4         | Archibald Thomson        |               |                     |
| 1º agosto | Scottish Championships 1885 Edimburgo, Gran Bretagna Singolare - Doppio |                                        |                          |               |                     |
| 21 agosto | U.S. National Championships 1885 Newport, USA Singolare - Doppio        | Richard Sears 6-3 4-6 6-0 6-3          | Godfrey Brinley          |               |                     |
| 21 agosto | U.S. National Championships 1885 Newport, USA Singolare - Doppio        | Richard Sears Joseph Clark 6-3 6-0 6-2 | Henry Slocum Percy Knapp |               |                     |
| Agosto    | Derbyshire Championships 1885 Buxton, Gran Bretagna Singolare - Doppio  | Eyre Chatterton 6-2 6-1 6-3            | James Dwight             |               |                     |
| Agosto    | Derbyshire Championships 1885 Buxton, Gran Bretagna Singolare - Doppio  |                                        |                          |               |                     |

### Settembre
| Settimana | Torneo                                                                           | Vincitore                    | Finalista         | Semifinalisti | Eliminati ai quarti |
| --------- | -------------------------------------------------------------------------------- | ---------------------------- | ----------------- | ------------- | ------------------- |
| settembre | South of England Championships 1885 Eastbourne, Gran Bretagna Singolare - Doppio | Ernest Lewis 4-6 7-5 6-3 6-3 | William C. Taylor |               |                     |
| settembre | South of England Championships 1885 Eastbourne, Gran Bretagna Singolare - Doppio |                              |                   |               |                     |

### Ottobre
| Settimana  | Torneo                                                                   | Vincitore                              | Finalista                 | Semifinalisti | Eliminati ai quarti |
| ---------- | ------------------------------------------------------------------------ | -------------------------------------- | ------------------------- | ------------- | ------------------- |
| ottobre    | National Collegiate Championships 1885 New Haven, USA Singolare - Doppio | Wallace Percy Knapp                    | non conosciuta (bandiera) |               |                     |
| ottobre    | National Collegiate Championships 1885 New Haven, USA Singolare - Doppio |                                        |                           |               |                     |
| 12 ottobre | Victorian Championships 1885 Melbourne, Australia Singolare - Doppio     | Walter John Carre Riddell 25 game a 13 | Louis Australia Whyte     |               |                     |
| 12 ottobre | Victorian Championships 1885 Melbourne, Australia Singolare - Doppio     |                                        |                           |               |                     |

### Novembre
Nessun evento

### Dicembre
Nessun evento